# Fédération française de naturisme
Pour les articles homonymes, voir FFN.
La Fédération française de naturisme (FFN) est une association à but non lucratif ayant pour objet la promotion du naturisme en France. Adhérente depuis 1953 à la Fédération naturiste internationale, elle a obtenu en 1983 la reconnaissance ministérielle (Jeunesse et Sports) de mouvement de jeunesse et d'éducation populaire, mais l’a perdue en 2004 pour des motifs multiples[Lesquels ?].

## Histoire

### Les origines
Le naturisme trouve en France ses origines dans les années 1920, sous l’impulsion de médecins hygiénistes et des adhérents à cet esprit précurseur d’un mode de vie plus sain. Dans les années 1940, sous l’impulsion d’Albert Lecocq et de sa femme Christiane, le naturisme s’ouvre socialement. La nudité en est une des composantes essentielles.
Une réunion préparatoire du 28 octobre 1948 regroupe neuf associations, tandis que la réunion constitutive du 9 décembre en rassemble 16. Les statuts de la Fédération française de naturisme (FFN) sont finalement déposés en février 1950.
En 1964, la FFN compte 14 336 licenciés (adhérents), avec 70 centres et 3 000 hectares de terrains aménagés, puis 150 clubs et 20 000 licenciés l'année suivante.

### Le tournant des années 1980
Le mouvement naturiste français, fort de ses 85 130 adhérents, soit plus de 100 000 personnes en comptant les enfants, est reconnu en 1983 Mouvement de Jeunesse et d’Éducation populaire par le ministère de la Jeunesse et des Sports. La vie sociale de certains fut simplifiée, le naturisme étant banalisé, les problèmes professionnels inhérents disparurent. La FFN formait alors ses propres cadres par des BAFA spécialisés « naturistes » et mettait en place sa section Jeunes ALIZE. Ceux-ci animaient les activités des jeunes dans les régions, mais également les activités d’été des jeunes enfants des centres de vacances. Une tournée spectacle annuelle existait également.
La FFN signe une convention d’objectifs avec le ministère du Tourisme en 1986 et adhère à « Maison de la France » tandis que la Maison du naturisme ouvre à Paris en 1993.

### Le déclin du début duXXIesiècle
Des centres de vacances naturistes cessent d’exiger, à compter de 2002, la licence de la FFN. En l’espace d’une année, la FFN perd alors près d’un tiers de ses adhérents, son effectif passant de 78 000 à 45 000. Le nombre d’adhérents tombe sous la barre symbolique des 30 000 en 2003.
En conséquence de cette perte de représentativité, la FFN perd son agrément de jeunesse et d’éducation populaire en 2004[réf. nécessaire].
Après avoir atteint un point bas cette même année 2004 avec 22 000 adhérents, la fédération voit ce chiffre progressivement remonter au cours des années 2010, avec 38 000 licenciés en 2014.

## Rôle
La Fédération française de naturisme (FFN), créée en 1950, regroupe aujourd’hui[Quand ?] 160 associations et 85 centres de vacances répartis sur le territoire français (Métropole, Corse, DOM-TOM). 
Pour pouvoir accéder à certains espaces naturistes (club ou centre), il faut posséder une licence naturiste. Cette licence, peut être délivrée directement par la Fédération, ou par l’intermédiaire d’un club associatif ou d’un centre de vacances naturiste:
- pour la Fédération, un moyen de la soutenir dans son travail de reconnaissance auprès des pouvoirs publics ;
- pour son détenteur, un laissez-passer qui permet d’accéder à tous les espaces naturistes homologués par la Fédération ;
- pour les usagers, une garantie de sécurité.

La FFN est à l'origine de plusieurs publications, dont Nouvelles (FFN) (2003-2008), puis le bulletin Naturisme, naturellement nu (NNN) à partir de 2008.

## Liste des présidents
Les présidents de la Fédération française de naturisme (FFN) ont été, de 1948 à 1982 :
- 1948-56 : Henri Laverrière ;
- 1956-66 : Gilbert Sarrou ;
- 1966-67 : Bertrand Leménager ;
- 1967-75 : Michel Caillaud ;
- 1975-82 : Jacques Dumont ;
- 1982 : Philippe Cardin ;

et, depuis 2002 :
- 2002-08 : Guy Delfour ;
- 2008-14 : Paul Réthoré[15] ;
- 2014-18 : Armand Jamier[16] ;
- 2018 : Yves Leclerc[17] ;
- 2018-24 : Viviane Tiar[18].
- 2024: Albert Richard[19]